# (19783) Antoniromanya
Antoniromanya (asteroide n.º 19783) es un asteroide del cinturón principal, a 2,5834264 UA. Posee una excentricidad de 0,1545308 y un período orbital de 1 950,92 días (5,34 años).
Antoniromanya tiene una velocidad orbital media de 17,03897949 km/s y una inclinación orbital de 2,4194º.
Este asteroide fue descubierto el 27 de agosto de 2000 por Jaime Nomen desde el Observatorio de La Ametlla de Mar en Tarragona, España.